# Иж-Бобьинское сельское поселение
Иж-Бобьинское се́льское поселе́ние — муниципальное образование в Агрызском районе Татарстана Российской Федерации.
Административный центр — село Иж-Бобья.

## История
Статус и границы сельского поселения установлены Законом Республики Татарстан от 31 января 2005 года № 14-ЗРТ «Об установлении границ территорий и статусе муниципального образования "Агрызский муниципальный район" и муниципальных образований в его составе».

## Население
| 2010 | 2011 | 2012 | 2013 | 2014 | 2015 | 2016 |
| ---- | ---- | ---- | ---- | ---- | ---- | ---- |
| 947  | ↘945 | ↗948 | ↗988 | ↘981 | ↘968 | ↗973 |
| 2017 | 2018 | 2019 | 2020 |      |      |      |
| ↗988 | ↘985 | ↘958 | ↘953 |      |      |      |

## Состав сельского поселения
| № | Населённый пункт | Тип населённого пункта       | Население |
| - | ---------------- | ---------------------------- | --------- |
| 1 | Иж-Байки         | деревня                      |           |
| 2 | Иж-Бобья         | село, административный центр |           |